# Myrmoteras
Myrmoteras é um gênero de insetos, pertencente a família Formicidae.